# Tahszing metróvonal (Peking)
A pekingi Tahszing (Daxing) metróvonal (egyszerűsített kínai: 北京地铁大兴线; pinjin: běijīng dìtiě dàxīng xiàn) Kungjihszicsiao (Gongyixiqiao) és Tienkungjüan (Tiangongyuan) között közlekedik. 2010. december 30-án indult el a közlekedés. A Tahszing (Daxing) vonal színe      kékeszöld.

## Üzemidő
| Daxing vonal indulásai              | Első  | Utolsó |
| ----------------------------------- | ----- | ------ |
| Tienkungjüan (Tiangongyuan) felé    | 05:50 | 23:10  |
| Kungjihszicsiao (Gongyixiqiao) felé | 05:30 | 22:38  |

## Állomáslista
| Tahszing (Daxing) vonal (Gongyixiqiao – Tiangongyuan) |                     |                        |
| Állomás (angol név)                                   | Állomás (kínai név) | Átszállás              |
|                                                       |                     |                        |
| Gongyixiqiao                                          | 公益西桥            | 4-es vonal             |
| Xingong                                               | 新宫                | 19-es vonal (2019-től) |
| Xihongmen                                             | 西红门              |                        |
| Gaomidian North                                       | 高米店北            |                        |
| Gaomidian South                                       | 高米店南            |                        |
| Zaoyuan                                               | 枣园                |                        |
| Qingyuanlu                                            | 清源路              |                        |
| Huangcunxidajie                                       | 黄村西大街          |                        |
| Huangcun Railway Station                              | 黄村火车站          |                        |
| Yihezhuang                                            | 义和庄              |                        |
| Biomedical Base                                       | 生物医药基地        |                        |
| Tiangongyuan                                          | 天宫院              |                        |
|                                                       |                     |                        |

## Fordítás
- Ez a szócikk részben vagy egészben  a   Daxing Line, Beijing Subway című angol Wikipédia-szócikk fordításán alapul.  Az eredeti cikk szerkesztőit annak laptörténete sorolja fel. Ez a jelzés csupán a megfogalmazás eredetét és a szerzői jogokat jelzi, nem szolgál a cikkben szereplő információk forrásmegjelöléseként.
- Ez a szócikk részben vagy egészben  a(z)   北京地铁大兴线 című kínai Wikipédia-szócikk fordításán alapul.  Az eredeti cikk szerkesztőit annak laptörténete sorolja fel. Ez a jelzés csupán a megfogalmazás eredetét és a szerzői jogokat jelzi, nem szolgál a cikkben szereplő információk forrásmegjelöléseként.